# Damiano Lestingi
Damiano Lestingi (Civitavecchia, 22 de abril de 1989) es un deportista italiano que compitió en natación, especialista en el estilo espalda. Ganó tres medallas en el Campeonato Europeo de Natación en Piscina Corta, en los años 2010 y 2012.

## Palmarés internacional
| Campeonato Europeo en Piscina Corta | Campeonato Europeo en Piscina Corta | Campeonato Europeo en Piscina Corta | Campeonato Europeo en Piscina Corta |
| Año                                 | Lugar                               | Medalla                             | Prueba                              |
| ----------------------------------- | ----------------------------------- | ----------------------------------- | ----------------------------------- |
| 2010                                | Eindhoven (Países Bajos)            | Medalla de plata                    | 100 m espalda                       |
| 2010                                | Eindhoven (Países Bajos)            | Medalla de plata                    | 200 m espalda                       |
| 2012                                | Chartres (Francia)                  | Medalla de bronce                   | 100 m espalda                       |